# サツキ (オランウータン)

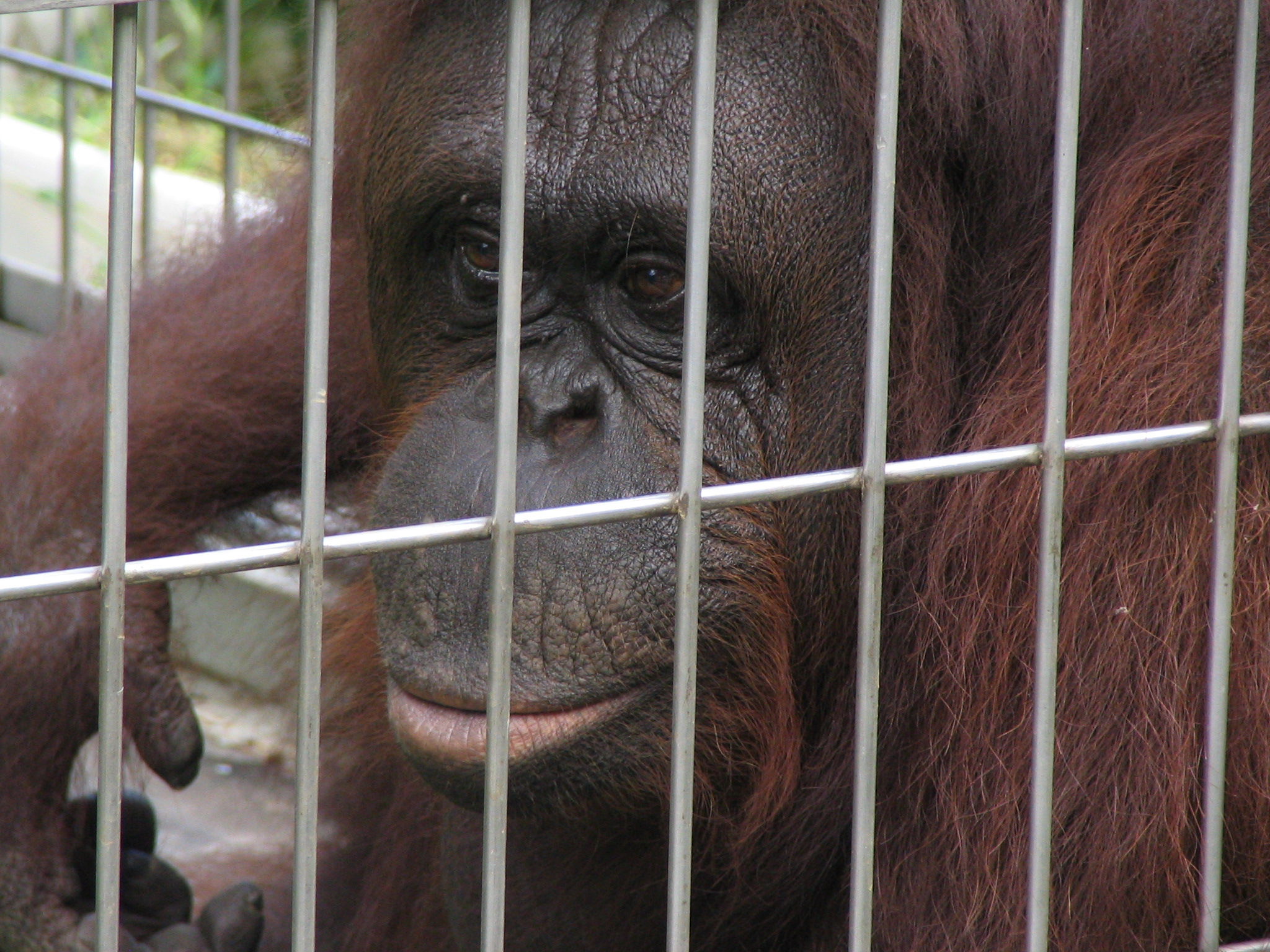
天王寺動物園のオランウータン

サツキ（推定1970年〜2012年9月25日）は、大阪市の大阪市天王寺動物園で飼育されたボルネオオランウータンである。このオランウータンは、「絵を描くオランウータン」としられた。5月に来園したので「サツキ」（さつき）と愛称がつく。

## おいたち
サツキは1970年ごろにボルネオ付近で産まれたと推定され、船員が手に入れる。そして、日本に密輸され、船員が和歌山県のペット会社に持ち込む。当時、オランウータンの捕獲や輸出入は禁じられており、推定1〜2歳のサツキはスーパーで違法に飼育されていたところを大阪税関に保護された。
天王寺動物園は大阪税関から保護飼養依頼を受け、1972年（昭和47年）6月1日にサツキを飼育し始めた。当時の天王寺動物園は、猿類の三輪車乗りや、電動自動車の運転、テーブルマナーの実演などの動物ショーが行われていた。
サツキはぞうきんを渡されると、飼育係のまねをし、ぞうきんをしぼって周囲をふくことができた頭の良い個体とされる。性格は温厚。

### 出産
オランウータンの子育て期間は6〜8年であるが、サツキは幼いころに母親と別れているため、子育てを学習しておらず、自身の子育てに難儀した。
サツキは動物園で4度の出産を経験したが、最初の2子はうまく育てられず、第二子「サブ」へは母乳を与えようとしなかったため、母子分離の人工飼育で育てられた。3子目になって自分で育てられたが、一年後に子は病死。4子目はミミとの間にできたが、死産（流産）であった。
- 1984年（昭和59年） 2月23日オス - 「ブル」との子。同日に圧死。サツキが妊娠・出産・子育てを知らなかったための事故と考えられている[7][1]。
- 1986年（昭和61年） 4月27日オス「サブ」 - 「ブル」との子。サツキが母乳を与えようとしないため、人工哺育で育つ[1]。2007年8月24日まで生存[8]。[7]
- 1987年（昭和62年） 6月18日メス「ユキ」 - 「ブル」との子。一歳の1988年6月20日に栄養失調で死亡。[7][1]
- 2009年（平成21年）12月19日オス - 「ミミ」との子。死産。サツキは赤ん坊の口の中の羊水を吸い出す行動をした。[7]

サツキは死産の後、生理不順となり、閉経したかと思われたが、2011年春に月経が再び起こった。また7月に「モモコ」が死亡して、雌雄のオランウータンが二頭きりとなった。サツキはもともとオスの「ミミ」と仲が良く、一時は高齢出産が期待されたこともある。

## 絵を描く
2006年冬、飼育員がサツキの前でクレヨンで数日間、絵を描いて手本を見せたところ、好奇心旺盛なサツキは興味津々であったため、サツキに画用紙とクレヨンを与えたところ、絵を描きはじめた。
サツキははじめから右手の親指と人さし指でクレヨンをきれいにつまみ、画用紙にクレヨンをこすりつけるように描いた。
サツキは緑、青、黒など9色のクレヨンを一本ずつ用いる。
また、絵が気に入らないと破き、気に入る絵が描けると、じっと眺めたり、においをかぐという。サツキは、はじめて絵を描いて以降、死ぬ直前まで、週1回程度の約30分間、毎回4〜5枚ほどの絵を描き続けた。
日本国内のオランウータンが描く絵を見比べた齋藤亜矢（京都大学野生動物研究センター・助教授）は、2013年、サツキの絵について、（他の個体の作品に比べて）「力強い往復線で描かれ、クレヨンの扱いに慣れている。色を塗り分けて面を作っているような絵もあり、動きがあって面白い」と分析している。
サツキの死後、サツキの描いた絵の行方は不明だったが、飼育員らが動物園内で物置にしている部屋から4作品を見つけた。2013年3月下旬から、保存状態の良い3作品をサツキが飼育されていた展示室前に飾り付けた。
天王寺動物園の別のオランウータン「モモコ」は絵を描かず、クレヨンを与えても、すぐに食べてしまったという。また、サツキも使い終わったオレンジ色のクレヨンは食べていた（クレヨンは食べられる素材）。

### 個展
2008年（平成20年）には、サツキが創作した10作品が大阪市立美術館の公募展「2008・ZERO展」（毎日新聞社後援）に3月4日から9日まで出品された。また、サツキは、段ボールをちぎってペットボトルに詰めた「オブジェ」も手がけており、2008年までに絵とオブジェ合わせて作品は50点ほどあり、そのオブジェも公募展に出品された。
サツキの作品の出典は、美術団体「ニューアートZERO会」が出品を誘ったものである。

## 死亡
2012年5月、サツキは発咳がみられ、抗生物質の投与などの治療でほぼ回復した。当時は食欲が低下していたが、死亡前日まで特に目立った異常はなかった。9月25日、寝室でサツキは眠ったように死に、朝9時に飼育員が亡骸を見つけた。
2012年9月19日に同居していた仲の良かったオスの「ミミ」が、福岡市動物園へ里帰りし、オランウータン舎はサツキ一頭となっていた。

## エピソード

### 唾
サツキは唾を吐いて威嚇をする。交代したばかりの、見知らぬ飼育員へも唾をはいて威嚇した。また、記憶力も抜群で、一年に一回の健康診断の際に痛い注射をする獣医師を覚えていて、獣医師に出会うとしょっちゅう唾をはいた。
2009年、動物園にやってきたばかりの成獣のオス「ミミ」に対し、檻越しに唾を吐きかけて威嚇したり、また、お見合い当初、サツキは「ミミ」の寝室に突入し、「取っ組み合いの闘争」をした。排卵予定日のタイミングをみながら行った2回目のお見合いでも、一時は取っ組み合いがあったが、時間が経つと仲良くなり、以後は急速に親しくなったという。

### 虫歯
2007年8月に、同居していたサツキの息子の「サブ」が21歳で死んだ。死因は虫歯が悪化し、虫歯から細菌が入ったことによる肺炎であった。その虫歯の悪化はマナーの悪い入場者の持ち込んだ菓子（餌やり）が原因で、餌やりは禁止されていた。餌やりを行う入場者の中には注意をしても逆切れする者までいたという。この事故のため、オランウータン舎は入場者が手を出せない構造に代わった。
また、野外展示されているサツキも虫歯だらけであった。そして、虫歯の治療を受けていた。
入場者の勝手な餌やりによって、オランウータンがお腹を壊したり、成人病を招いたり、入場者から感染症をうつされる、と獣医師はいう。オランウータンはもともと脂肪を蓄えやすい特性があるため、サツキも一時、肥満になってしまい、給餌内容を果物類から葉物に切り替えたり、運動量を向上させられたりした。